# Frantz Kruger
Frantz Kruger (Kempton Park, 22 de maio de 1975) é um atleta sul-africano de lançamento do disco, que adquiriu a nacionalidade finlandesa em 2007. Foi medalha de bronze nos Jogos Olímpicos de Verão de 2000, disputados em Sydney.
É simultaneamente recordista da África do Sul e da Finlândia.

## Carreira
A sua compleição física levou a que Kruger cedo se tivesse decidido pela prática do lançamento do disco, tendo-se sagrado campeão mundial júnior na edição de Lisboa 1994.
Em 1998 é escolhido para representar a equipe que defendeu as cores africanas na Taça do Mundo realizada em Joanesburgo, no seu país natal, onde se classificou em terceiro lugar. No mesmo ano obtém o título de campeão africano ao vencer a competição realizada em Dakar, com a marca de 62.17 metros.
Os Jogos de Sydney, em setembro de 2000, marcam a sua estreia numa competição olímpica e logo para se classificar em terceiro lugar, arrebatando a medalha de bronze. Repetiria ainda a presença em Jogos Olímpicos nas edições de Atenas 2004 e de Beijing 2008, mas com prestações mais modestas. em 2002 obtém a marca que constitui o seu recorde pessoal, quando, em Salon-de-Provence atira o disco a 70,32 metros, registo que passaria a constituir um novo recorde africano.
Depois do seu casamento com a atleta Heli Koivula, obtém a cidadania finlandesa no dia 12 de junho de 2007, passando então a competir por este país do norte da Europa. Alguns meses mais tarde, em Helsingborg, bate o recorde nacional finlandês com um registo de 69,97 metros.

## Palmarés
| Ano                           | Evento                              | Local                         | Marca                         | Posição                       | Observações                   |
| Representando a África do Sul | Representando a África do Sul       | Representando a África do Sul | Representando a África do Sul | Representando a África do Sul | Representando a África do Sul |
| ----------------------------- | ----------------------------------- | ----------------------------- | ----------------------------- | ----------------------------- | ----------------------------- |
| 1994                          | I Campeonatos Africanos de Juniores | Argel, Argélia                | 55,86 m                       | 1º                            | Medalha de Ouro               |
| 1994                          | V Campeonatos Mundiais de Juniores  | Lisboa, Portugal              | 58,22 m                       | 1º                            | Medalha de Ouro               |
| 1997                          | XIX Universíada de Verão            | Catania, Itália               | 61,64 m                       | 6º                            |                               |
| 1998                          | VIII Taça do Mundo                  | Joanesburgo, África do Sul    | 65,73 m                       | 3º                            |                               |
| 1998                          | XI Campeonatos Africanos            | Dakar, Senegal                | 62,17 m                       | 1º                            | Medalha de Ouro               |
| 1998                          | XVI Jogos da Commonwealth           | Kuala Lumpur, Malásia         | 63,93 m                       | 2º                            | Medalha de Prata              |
| 1999                          | VIII Jogos Pan-Africanos            | Joanesburgo, África do Sul    | 61,02 m                       | 1º                            | Medalha de Ouro               |
| 1999                          | XX Universíada de Verão             | Palma de Mallorca, Espanha    | 66,90 m                       | 1º                            | Medalha de Ouro               |
| 2000                          | XXVII Jogos Olímpicos               | Sydney, Austrália             | 68,19 m                       | 3º                            | Medalha de Bronze             |
| 2001                          | VIII Campeonatos Mundiais           | Edmonton, Canadá              | 65,27 m                       | 8º                            |                               |
| 2001                          | V Jogos da Boa Vontade              | Brisbane, Austrália           | 67,84 m                       | 1º                            | Medalha de Ouro               |
| 2002                          | IX Taça do Mundo                    | Madrid, Espanha               | 66,78 m                       | 2º                            |                               |
| 2002                          | XVII Jogos da Commonwealth          | Manchester, Reino Unido       | 66,39 m                       | 1º                            | Medalha de Ouro               |
| 2003                          | IX Campeonatos Mundiais             | Saint-Denis, França           | 65,26 m                       | 6º                            |                               |
| 2004                          | XIII Campeonatos Africanos          | Brazzaville, Congo            | 63,85 m                       | 1º                            | Medalha de Ouro               |
| 2004                          | XXVIII Jogos Olímpicos              | Atenas, Grécia                | 64,34 m                       | 5º                            |                               |
| 2005                          | X Campeonatos Mundiais              | Helsínquia, Finlândia         | 64,23 m                       | 6º                            |                               |
| Representando a Finlândia     |                                     |                               |                               |                               |                               |
| 2007                          | XI Campeonatos Mundiais             | Osaka, Japão                  | 60,72 m                       | 19º na qualif.                | Não apurado para a final      |
| 2008                          | XXIX Jogos Olímpicos                | Beijing, China                | 61,98 m                       | 11º                           |                               |
| 2009                          | XII Campeonatos Mundiais            | Berlim, Alemanha              | 59,77 m                       | 12º                           |                               |
| 2010                          | XX Campeonatos Europeus             | Barcelona, Espanha            | 59,55 m                       | 20º na qualif.                | Não apurado para a final      |